# Браян Мансілья
Браян Есекіель Мансілья (ісп. Braian Ezequiel Mansilla; 16 квітня 1997, Росаріо, Аргентина) — аргентинський футболіст, нападник клубу «Расінг».

## Клубна кар'єра
Вихованець футбольної академії «Расінга». 19 жовтня 2015 року в матчі проти «Бока Хуніорс» він дебютував в аргентинській Прімері. 
У 2016 році для отримання ігрової практики Браян на правах оренди перейшов в «Кільмес». 13 лютого в матчі проти «Колона» він дебютував за новий клуб. 28 березня в поєдинку проти «Велес Сарсфілд» Мансілья забив свій перший гол за «Кільмес». Всього за період оренди забив 3 голи в 14 матчах.
Після закінчення оренди Браян повернувся в «Расінг». 2 березня 2017 року в поєдинку Південноамериканського кубка проти колумбійського «Ріонегро Агілас» він забив свій перший гол за рідну команду.

## Міжнародна кар'єра
2017 року Мансілья у складі молодіжної збірної Аргентини взяв участь в молодіжному чемпіонаті Південної Америки в Еквадорі. На турнірі він зіграв у матчах проти команд Перу, Болівії, Колумбії, Бразилії, Еквадору, а також двічі Венесуели та Уругваю. В поєдинках проти бразильців і болівійців Браян забив по голу і допоміг команді зайняти 4-те місце на турнірі.
У тому ж році Мансілья взяв участь у молодіжному чемпіонаті світу в Південній Кореї. На турнірі він зіграв у матчах проти команд Гвінеї, Англії і Південної Кореї, але його збірна не вийшла з групи.